# Sergio Esteban Romero
Sergio Esteban Romero Méndez (Bucaramanga, Santander, Colombia; 22 de noviembre de 1988) es un exfutbolista colombiano. Jugaba en la posición de delantero.Conocido como el tiburón romero.

## Trayectoria

### Real Santander
En Real Santander debutó en el año 2008 estando 4 años logró convertirse en el goleador histórico del equipo lo cual lo llevó a que varios equipos de Primera División quisieran contar con sus servicios.

### Once Caldas
Luego de anotar una gran cantidad de goles fue vendido al Once Caldas equipo en el que logró marcar 15 goles en una temporada.

### Deportivo Cali
Después de esto, se confirmó su llegada al Deportivo Cali para de la temporada 2013-2014 jugando 41 partidos y marcando 11 goles.

### Once Caldas
Retorna al Once Caldas para jugar una temporada donde juega 41 partidos y anota 13 goles.

### Millonarios
El 4 de julio de 2015 se confirmó su llegada a Millonarios para el Finalización 2015. Se iría del club con 11 partidos jugados sin convertir goles.

### Alianza Petrolera
Luego de una regular campaña en el equipo embajador de mutuo acuerdo entre el jugador, Once Caldas y Millonarios se llega a un acuerdo para rescindir la cesión y ficha a préstamo por 6 meses con Alianza Petrolera para reforzar la plantilla de cara al 2016.
En el debut por la primera fecha del Apertura 2016 marca su primer gol en el empate a un gol frente a Atlético Nacional. Así haciendo en estos 6 meses 13 goles contando 1 de copa y 12 de la liga en la primera categoría del fútbol profesional colombiano

### Once Caldas
Retorna para el Torneo Finalización 2016 al Once Caldas para jugar una temporada. Debuta el 3 de julio contra el Deportivo Pasto anotando el gol de la victoria como visitantes 2 a 1. Haciendo en este semestre 4 goles

### Atlético Bucaramanga
A mitad del 2017 se confirma como nuevo jugador del Atlético Bucaramanga. El 8 de julio en su debut marca el gol del descuento en la caída 2-1 en su visita a su exequipo Alianza Petrolera, a los ocho días el 16 marca de nuevo el gol del descuento contra Atlético Nacional. El 19 de agosto marca gol en la victoria 2-0 sobre Patriotas Boyacá. El 11 de noviembre marca su último gol del año en el empate a dos goles frente a Rionegro Águilas.
Su primer gol del 2018 lo marca el 1 de abril descontado para su club en el 4 por 1 en su visita a Millonarios FC. El 6 de mayo marca de nuevo en el empate a dos goles frente a Rionegro Águilas. El 2 de septiembre marca el gol de la victoria 2-1 sobre Patriotas Boyacá al último minuto del partido.
El 23 de febrero del 2019 marca gol en la goleada 3 por 0 sobre su ex equipo el Alianza Petrolera.

## Estadísticas
| Club                            | Div                 | Temporada           | Liga  | Liga  | Copa Nacional | Copa Nacional | Copa Internacional | Copa Internacional | Total | Total |
| Club                            | Div                 | Temporada           | Part. | Goles | Part.         | Goles         | Part.              | Goles              | Part. | Goles |
| ------------------------------- | ------------------- | ------------------- | ----- | ----- | ------------- | ------------- | ------------------ | ------------------ | ----- | ----- |
| Real Santander · Colombia       | 2ª                  | 2008/12             | 140   | 51    | 40            | 9             | -                  | -                  | 180   | 60    |
| Real Santander · Colombia       | Total               | Total               | 140   | 51    | 40            | 9             | 0                  | 0                  | 180   | 60    |
| Once Caldas · Colombia          | 1ª                  | 2012                | 18    | 6     | 2             | 0             | -                  | -                  | 20    | 6     |
| Once Caldas · Colombia          | 1ª                  | 2013                | 24    | 7     | 4             | 3             | -                  | -                  | 28    | 10    |
| Deportivo Cali · Colombia       | 1ª                  | 2013                | 25    | 7     | 2             | 0             | -                  | -                  | 27    | 7     |
| Deportivo Cali · Colombia       | 1ª                  | 2014                | 14    | 1     | -             | -             | 1                  | 0                  | 15    | 1     |
| Deportivo Cali · Colombia       | Total               | Total               | 39    | 8     | 2             | 0             | 1                  | 0                  | 42    | 8     |
| Once Caldas · Colombia          | 1ª                  | 2014                | 24    | 6     | 9             | 2             | -                  | -                  | 33    | 8     |
| Once Caldas · Colombia          | 1ª                  | 2015                | 7     | 5     | -             | -             | 1                  | 0                  | 8     | 5     |
| Millonarios · Colombia          | 1ª                  | 2015                | 11    | 0     | -             | -             | -                  | -                  | 11    | 0     |
| Millonarios · Colombia          | Total               | Total               | 11    | 0     | 0             | 0             | 0                  | 0                  | 11    | 0     |
| Alianza Petrolera · Colombia    | 1ª                  | 2016                | 20    | 12    | 2             | 1             | -                  | -                  | 22    | 13    |
| Alianza Petrolera · Colombia    | Total               | Total               | 20    | 12    | 2             | 1             | 0                  | 0                  | 22    | 13    |
| Once Caldas · Colombia          | 1ª                  | 2016                | 16    | 4     | -             | -             | -                  | -                  | 16    | 4     |
| Once Caldas · Colombia          | 1ª                  | 2017                | 16    | 3     | 6             | 1             | -                  | -                  | 22    | 4     |
| Once Caldas · Colombia          | Total               | Total               | 105   | 31    | 21            | 6             | 1                  | 0                  | 127   | 32    |
| Atlético Bucaramanga · Colombia | 1ª                  | 2017                | 18    | 4     | 0             | 0             | -                  | -                  | 18    | 4     |
| Atlético Bucaramanga · Colombia | 1ª                  | 2018                | 23    | 3     | 2             | 0             | -                  | -                  | 25    | 3     |
| Atlético Bucaramanga · Colombia | 1ª                  | 2019                | 32    | 7     | 5             | 1             | -                  | -                  | 37    | 8     |
| Atlético Bucaramanga · Colombia | Total               | Total               | 73    | 14    | 7             | 1             | 0                  | 0                  | 80    | 15    |
| Jaguares de Córdoba · Colombia  | 1ª                  | 2020                | 19    | 3     | -             | -             | -                  | -                  | 19    | 3     |
| Jaguares de Córdoba · Colombia  | Total               | Total               | 19    | 2     | 0             | 0             | 0                  | 0                  | 19    | 3     |
| Total en su carrera             | Total en su carrera | Total en su carrera | 392   | 118   | 65            | 17            | 2                  | 0                  | 459   | 135   |

## Palmarés
| Título                | Equipo         | País     | Año  |
| --------------------- | -------------- | -------- | ---- |
| Superliga de Colombia | Deportivo Cali | Colombia | 2014 |

### Distinciones individuales
| Título             | País     | Club           |
| ------------------ | -------- | -------------- |
| Goleador histórico | Colombia | Real Santander |